# Raul Nailewitsch Schakirsjanow
Raul Nailewitsch Schakirsjanow (andere Transkription Raul Shakirzianov, * 1. März 1989) ist ein russischer Skilangläufer.

## Werdegang
Schakirsjanow wurde 2008 und 2009 jeweils Junioren-Weltmeister mit der Staffel und erreichte im November 2008 beim Sprint in Werschina Tjoi mit Rang neun seine erste Top-10-Platzierung im Eastern Europe Cup. Sein Debüt im Skilanglauf-Weltcup gab er im Januar 2010 bei der Tour de Ski. Dabei belegte er auf der dritten, als Sprint ausgetragenen Etappe den 18. Platz und erzielte seine ersten Weltcuppunkte; zur vorletzten Etappe trat er jedoch nicht mehr an. Seine erste Podiumsplatzierung im Eastern Europe Cup erreichte Schakirsjanow im November 2010 mit Rang zwei über 15 km klassisch in Werschina Tjoi. Im Februar 2011 wurde er mit der dritten russischen Staffel beim Weltcup in Rybinsk Siebter und gewann im November 2011 in Werschina Tjoi über 10 km klassisch sein erstes Rennen im Eastern Europe Cup. Anfang 2012 wurde Schakirsjanow zudem U23-Weltmeister im Skiathlon. Beim Weltcup-Finale 2012 in Falun belegte er Rang 25 auf der Massenstartetappe, erzielte auf der abschließenden Verfolgung die 17.-schnellste Laufzeit und beendete das Etappenrennen auf Rang 26. Bei der Winter-Universiade 2013 in Lago di Tesero gewann er jeweils Bronze über 10 km Freistil und im Mixed-Teamsprint, Silber mit der Staffel und Gold im Skiathlon. Im März 2014 in Lahti platzierte er sich über 15 km Freistil mit Rang 24 erneut in den Weltcup-Punkterängen. Bei der Winter-Universiade 2015 in Štrbské Pleso holte er Bronze im Sprint, jeweils Silber im 30-km-Massenstartrennen und im Mixed-Teamsprint und Gold mit der Staffel. Im März 2017 gewann er den Demino Ski Marathon.

## Erfolge

### Siege bei Continental-Cup-Rennen
| Nr. | Datum             | Ort            | Disziplin                       | Serie              |
| --- | ----------------- | -------------- | ------------------------------- | ------------------ |
| 1.  | 20. November 2011 | Werschina Tjoi | 10 km klassisch Individualstart | Eastern Europe Cup |

### Siege bei Skimarathon-Rennen
- 2017 Demino Ski Marathon, 50 km Freistil
- 2020 Dolomitenlauf, 42 km Freistil
- 2020 Toblach–Cortina, 32 km Freistil
- 2020 Demino Ski Marathon, 50 km Freistil